# Deus Ex: Icarus Effect
Deus Ex: Icarus Effect est un roman de science-fiction écrit par James Swallow et publié en 2011 aux États-Unis. Ce roman constitue une préquelle au jeu vidéo Deus Ex: Human Revolution.

## Résumé
Le roman raconte l'histoire de deux protagonistes, l'un agent des services secrets et l'autre ancien officier de SAS qui découvrent l'existence d'une énorme conspiration visant à influencer l'évolution de la race humaine.